# Leva järv
Leva järv är en sjö i Estland.   Den ligger i landskapet Harjumaa, i den centrala delen av landet, 40 km söder om huvudstaden Tallinn. Leva järv ligger 68 meter över havet. Arean är 0,14 kvadratkilometer. I omgivningarna runt Leva järv växer i huvudsak blandskog. Den sträcker sig 0,4 kilometer i nord-sydlig riktning, och 0,7 kilometer i öst-västlig riktning.